# Квадрат (алгебра)
Квадратът на дадено число е алгебрична величина, равняваща се на произведението на числото със самото него. Действието, описващо получаването на този резултат, се нарича повдигане на квадрат и е идентично със степенуване на степен 2. Аналогично на другите форми на степенуване, повдигането на квадрат се обозначава с горен индекс 2 – например квадратът на 3 може да се запише като 32 и се равнява на числото 9. Важно свойство на повдигането на квадрат е, че квадратът на всяко число x е равен на квадрата на неговото противоположно число −x, като по този начин е изпълнено тъждеството x2 = (−x)2.
Числовата редица от квадратите на първите 50 цели числа (редица A000290 в ИЕЧР) има следния вид: 
0, 1, 4, 9, 16, 25, 36, 49, 64, 81, 100, 121, 144, 169, 196, 225, 256, 289, 324, 361, 400, 441, 484, 529, 576, 625, 676, 729, 784, 841, 900, 961, 1024, 1089, 1156, 1225, 1296, 1369, 1444, 1521, 1600, 1681, 1764, 1849, 1936, 2025, 2116 , 2209, 2304, 2401, 2500.
Исторически естествените числа от тази редица са били наричани „квадратни“.

## Начини за представяне
Квадратът на естественото число {\displaystyle n} може да се представи като: 
- Сума от първите {\displaystyle n} нечетни числа:

{\displaystyle n^{2}=\sum _{k=1}^{n}{(2k-1)}}

Примери:

1: {\displaystyle 1=1}

2: {\displaystyle 4=1+3}

3: {\displaystyle 9=1+3+5}

4: {\displaystyle 16=1+3+5+7}

5: {\displaystyle 25=1+3+5+7+9}

6: {\displaystyle 36=1+3+5+7+9+11}

7: {\displaystyle 49=1+3+5+7+9+11+13}

…

- Сбор от числото и удвоената сума на естествените числа преди него:

{\displaystyle n^{2}=2\sum _{k=1}^{n-1}k+n=1+1+2+2+\ldots +(n-1)+(n-1)+n}

Примери:

1: {\displaystyle 1=1}

2: {\displaystyle 4=1+1+2}

3: {\displaystyle 9=1+1+2+2+3}

4: {\displaystyle 16=1+1+2+2+3+3+4}

5: {\displaystyle 25=1+1+2+2+3+3+4+4+5}

6: {\displaystyle 36=1+1+2+2+3+3+4+4+5+5+6}

…
Сумата от квадратите на първите {\displaystyle n} естествени числа се изчислява по формулата:

{\displaystyle \sum _{k=1}^{n}k^{2}=1^{2}+2^{2}+3^{2}+\ldots +n^{2}={\frac {n(n+1)(2n+1)}{6}}}